# روبرت سي. ماكليود
روبرت سي. ماكليود هو سياسي كندي، ولد في 3 مارس 1960 في Aklavik ‏ في كندا.